# Rubisco activase
La Rubisco activase, ou phosphopantothénoylcystéine décarboxylase (PPC décarboxylase), est une lyase qui catalyse la réaction :
N-[(R)-4’-phosphopantothénoyl]-L-cystéine  {\displaystyle \rightleftharpoons }  pantothéine-4’-phosphate + CO2.
Cette enzyme est indispensable à la photosynthèse car elle permet l'activation de la Rubisco par le dioxyde de carbone.
La Rubisco activase va se lier à la Rubisco et induire son clivage et le clivage de la RuBP (molécule initiant le Cycle de Calvin). Cette réaction va libérer le site activateur de la Rubisco et lui permettre de se lier avec un CO2 (hors du Cycle de Calvin) et un Mg2+. Une fois activée, elle pourra jouer son rôle dans la phase de carboxylation du Cycle de Calvin.